# Peromyia rhombica
Peromyia rhombica är en tvåvingeart som beskrevs av Jaschhof 2001. Peromyia rhombica ingår i släktet Peromyia och familjen gallmyggor. Inga underarter finns listade i Catalogue of Life.